# Mrtvá schránka
Mrtvá schránka je výraz pro místo, kam se dají ukládat informace pro další osoby, většinou zpravodajského rázu. Takovým místem se mohla stát například dutina ve stromě, nepoužívaná poštovní schránka, vyčnívající roura, nádržka splachovadla na veřejných toaletách, úkryty na dětských hřištích atd. Informace mohla být předána také např. zaznačením do telefonního seznamu ve veřejném telefonním automatu. Tento způsob špionáže byl hojně využíván agenty za druhé světové války i v období tzv. studené války.